# Reitermann
Reitermann ist ein Gemeindeteil von St. Wolfgang im oberbayerischen Landkreis Erding.

## Lage
Die Einöde Reitermann liegt 1,75 Kilometer südöstlich des Rathauses von Sankt Wolfgang in der Gemarkung Jeßling.

## Bevölkerungsentwicklung
Um 1875 gab es in Reitermann sechs Einwohner. Im Mai 1987 lebten dort zehn Einwohner in zwei Wohngebäuden.
| Jahr      | 1871 | 1950 | 1970 | 1987 |
| Einwohner | 6    | 6    | 12   | 10   |